# Tala (Jalisco)
Pour les articles homonymes, voir Tala (homonymie).
Tala est une ville et une municipalité de l'État de Jalisco au Mexique. La municipalité a 80 365 habitants en 2015.

## Situation
Tala est située à 1 320 m d'altitude dans la région Valle de l'État de Jalisco à environ 50 km de Guadalajara.
| Teuchitlán         | El Arenal         | Zapopan              |
| San Martín Hidalgo | Tala              |                      |
| Villa Corona       | Acatlán de Juárez | Tlajomulco de Zúñiga |

Une grande partie de la municipalité bénéficie de reliefs peu accidentés étagés autour de 1 500 m d'altitude et propices aux cultures. La partie centre-ouest de la municipalité notamment forme une grande vallée tandis que les sommets de San Miguel et Las Planillas dépassent 2 000 mètres d'altitude.
La municipalité est arrosée par les ríos El Salado, Cuisillos et Ahuisculco[réf. souhaitée]. Une partie de la forêt de la Primavera (es) où le río Ameca prend sa source se trouve également dans la municipalité[réf. souhaitée] et l'extrême ouest de la municipalité atteint le lac de barrage de La Vega sur le même río Ameca.
La température moyenne annuelle est de 20 °C. Les vents dominants viennent du sud-est. Les précipitations annuelles moyennes font 1 064,7 mm. Il pleut principalement de mai à août. Il y a 6 jours de gel par an en moyenne.

## Histoire
La fondation de Tala ou Tlallan (« terre agricole » en nahuatl) remonte, dit-on, au cacique Pitoloc en 1126 sur l'ordre du roi de Tonalá.
Nuño Beltrán de Guzmán conquiert la région en 1530. Les frères Antonio de Segovia, Juan de Badillo et Andrés de Córdova commencent l'évangélisation l'année suivante. Tala est intégrée après la conquête dans le royaume de Nouvelle-Galice. Au XVIIe siècle, selon Domingo Lázaro de Arregui, Tala ou Tlala est connue pour approvisionner la capitale Guadalajara en bois de pin et ses eaux thermales sont réputées.
Tala acquiert le statut de ville en 1980.
En 2010, la  municipalité compte 56 291 habitants pour une superficie de 389,24 km2, dont 82 % de population urbaine. Elle comprend 90 localités habitées dont les plus importantes sont le chef-lieu Tala (35 396 habitants), Los Ruiseñores (7 493 habitants) et El Refugio (6 262 habitants).
Au recensement de 2015, la population de la municipalité passe à 80 365 habitants.

## Points d'intérêt
La croix franciscaine dans le blason de la ville symbolise saint François d'Assise, patron de Tala. La paroisse San Francisco de Asís à Tala (de style néo-classique) est d'ailleurs un des édifices religieux les plus importants de la municipalité avec la chapelle du Rosaire qui se trouve à côté de l'ancienne hacienda de Cuisillos et date du XIXe siècle.
Les deux cannes à sucre en bas des ornements extérieurs du même blason illustrent l'importance de la culture de la canne à sucre dans la municipalité. La sucrerie de Tala, qui est la deuxième plus importante sucrerie du Jalisco, joue un rôle important dans le développement industriel local.
Les 5 029 hectares de forêts de la municipalité sont exploités en bois de pin et de chêne. La forêt de la Primavera (es) et les sommets environnants sont de plus des lieux d'excursion privilégiés.
On trouve des vestiges archéologiques clairsemés dans la vallée de Tala, notamment des sanctuaires préhispaniques connus dans la région sous le nom de guachimontón.

## Jumelage
- Bollullos de la Mitación ( Espagne) : Tala fait partie des onze municipalités mexicaines avec lesquelles Bollullos a un programme de coopération et d'échanges car elles ont été évangélisées par le franciscain Juan Calero (es) né en 1500 à Bollullos de la Mitación[3].